# Gornje Ležeče
Gornje Ležeče este o localitate din comuna Divača, Slovenia, cu o populație de 54 de locuitori.